# Miles de Courtenay
Miles de Courtenay ou Milo de Courtenay (Verberie, 1083 - 1138) foi o 3.º Senhor da Casa de Courtenay.
Em 1124, procedeu á fundação de uma abadia cisterciense em Fontaine-Jean, a Abadia de Fontaine-Jean onde foi sepultado bem como os seus sucessores.

## Relações familiares
Foi o filho mais velho de Juscelino I de Courtenay (1034 -?), Senhor de Courtenay e da sua segunda esposa, Elisabete de Montlhery ou Isabela de Montlhery (1065 -?). Em 1095 casou-se com Ermengarda de Nevers (1073 - 1100), filha do conde Reinaldo II de Nevers  (1055 - 5 de agosto de 1089) e de Inês Beaugency,.
1. Guilherme de Courtenay (falecido em 1147), o 4.º senhor de Courtenay, e sucessor de seu pai, durante a viagem para a Terra Santa, onde foi para participar da Segunda Cruzada, levou a que este senhorio feudal passa-se ao seu irmão Reinaldo de Courtenay.
2. Reinaldo de Courtenay (c. 1100 - 27 de setembro de 1194) 5.º senhor de Courtenay, Casou por duas vezes, o 1.º casamento foi com Isabel de Donjon, (1110 - 1153) filha de Frederico de Donjon e de Corbeil, irmã de Guy du Donjon, que foi herdeira do baronato feudal Inglês de Okehampton, em Devon,[3]. O segundo casamento foi com Matilde de FitzEdith, filha de Roberto de FitzEdith, Senhor Okehampton (? - 1172) e filho ilegítimo de Henrique I de Inglaterra com Edith Forne.
3. Joselino de Courtenay.